# 大分県道658号佐田駅川線
大分県道658号佐田駅川線（おおいたけんどう658ごう さだえきせんせん）は、大分県宇佐市を通る一般県道である。

## 概要
宇佐市安心院町佐田から宇佐市北宇佐に至る。

### 路線データ
- 起点：大分県宇佐市安心院町佐田[1]（大分県道716号佐田山香線交点）
- 終点：大分県宇佐市北宇佐[1]（瀬社橋交差点、国道10号交点）

## 歴史
- 1959年（昭和34年）3月31日 - 大分県告示第374号により、県道佐田駅川線として路線認定される（当時の整理番号は141）[2][出典無効]。
- 1973年（昭和48年）4月2日 - 大分県告示第250号により佐田駅川線として路線認定[3]。

## 地理

### 通過する自治体
- 宇佐市

### 交差する道路
| 交差する道路              | 交差する場所 | 交差する場所        |
| ------------------------- | ------------ | ------------------- |
| 大分県道716号佐田山香線   | 安心院町佐田 | 起点                |
| 大分県道661号下矢部宇佐線 | 下矢部       |                     |
| 国道10号                  | 北宇佐       | 瀬社橋交差点 / 終点 |

### 沿線
- 宇佐市立西馬城小学校